# Мостът на шпионите
„Мостът на шпионите“ (на английски: Bridge of Spies) е американски исторически трилър от 2015 г. на режисьора Стивън Спилбърг по сценарий на Мат Чарман и братя Коен. Снимките започват на 8 септември 2014 г. в Бруклин. Премиерата на филма е на 4 октомври 2015 г. на кинофестивала в Ню Йорк.

## Актьорски състав
| Актьор             | Роля                                                                                |
| ------------------ | ----------------------------------------------------------------------------------- |
| Том Ханкс          | Джеймс Б. Донован – американски адвокат и международен дипломатически преговарящ    |
| Марк Райлънс       | Рудолф Абел                                                                         |
| Ейми Райън         | Мери Маккена Донован – съпругата на Джеймс Б. Донован                               |
| Алън Алда          | Томас Уотърс младши – партньорът на Донован в адвокатската кантора                  |
| Скот Шепърд        | агент Хофман                                                                        |
| Себастиан Кох      | Волфганг Фогел – немски адвокат и общественик на ГДР                                |
| Остин Стоуел       | Франсис Гари Пауърс                                                                 |
| Били Магнусен      | Дъг Форестър – помощникът на Джеймс Б. Донован                                      |
| Ив Хюсън           | Карол Донован – дъщерята на Джеймс Б. Донован                                       |
| Джеси Племънс      | Джо Мърфи – американски пилот                                                       |
| Майкъл Гастън      | агент Уилямс                                                                        |
| Питър Макроби      | Алън Дълес                                                                          |
| Доменик Ломбардози | агент Бласко                                                                        |
| Уил Роджърс        | Фредерик Прайър – американски икономист, арестуван в ГДР                            |
| Дейкин Матюс       | Мортимър У. Байърс – окръжен съдия на Съединените щати за Източния окръг на Ню Йорк |
| Бургхарт Клауснер  | Харалд От – генерален прокурор на ГДР                                               |
| Михаил Горевой     | Иван Шишкин – служител на съветското посолство                                      |
| Стивън Кункен      | Уилям Ф. Томпкинс – прокурор на САЩ от Ню Джърси                                    |
| Ноа Шнап           | Роджър Донован – синът на Джеймс Б. Донован                                         |

## Награди и номинации
| Категория                              | Номиниран(и)                | Резултат                    |
| Оскар (28 февруари 2016 г.)            | Оскар (28 февруари 2016 г.) | Оскар (28 февруари 2016 г.) |
| -------------------------------------- | --------------------------- | --------------------------- |
| Най-добра поддържаща мъжка роля        | Марк Райланс                | награда                     |
| Най-добър филм                         | Най-добър филм              | номинация                   |
| Най-добри декори                       | Най-добри декори            | номинация                   |
| Най-добър звук                         | Най-добър звук              | номинация                   |
| Най-добър оригинален сценарий          | Мат Чарман и братя Коен     | номинация                   |
| Най-добра филмова музика               | Томас Нюман                 | номинация                   |
| Награда на БАФТА (14 февруари 2016 г.) |                             |                             |
| Най-добър актьор в поддържаща роля     | Марк Райланс                | награда                     |
| Най-добър филм                         | Най-добър филм              | номинация                   |
| Най-добри декори                       | Най-добри декори            | номинация                   |
| Най-добър звук                         | Най-добър звук              | номинация                   |
| Най-добра режисура                     | Стивън Спилбърг             | номинация                   |
| Най-добър оригинален сценарий          | Мат Чарман и братя Коен     | номинация                   |
| Най-добра кинематография               | Януш Камински               | номинация                   |
| Най-добър филмов монтаж                | Майкъл Кан                  | номинация                   |
| Най-добра филмова музика               | Томас Нюман                 | номинация                   |
| Златен глобус (10 януари 2016 г.)      |                             |                             |
| Най-добър актьор в поддържаща роля     | Марк Райланс                | номинация                   |
| Сателит (21 февруари 2016 г.)          |                             |                             |
| Най-добри декори                       | Най-добри декори            | награда                     |
| Най-добър филм                         | Най-добър филм              | номинация                   |
| Най-добър режисьор                     | Стивън Спилбърг             | номинация                   |
| Най-добър оригинален сценарий          | Мат Чарман и братя Коен     | номинация                   |
| Най-добра кинематография               | Януш Камински               | номинация                   |
| Най-добър филмов монтаж                | Майкъл Кан                  | номинация                   |
| Емпайър (20 март 2016 г.)              |                             |                             |
| Най-добър трилър филм                  | Най-добър трилър филм       | номинация                   |